# Orishas

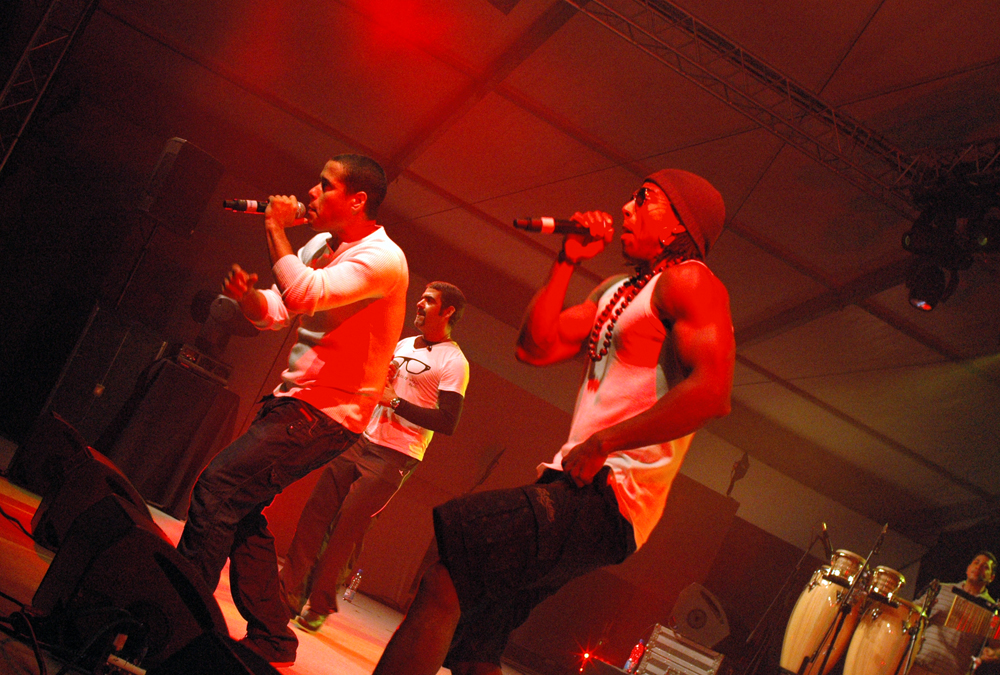
Orishas (2009)

Orishas ist eine kubanische Hip-Hop-Band, die 1999 nach Europa übersiedelte und bis 2009 bestand, bevor sie 2016 ihr Comeback feierte.

## Geschichte
Die Idee, eine Musikgruppe zu gründen, die moderne Hip-Hop- und Rap-Elemente mit kubanischer Volksmusik wie Son und Bolero vereint, kam dem bekannten Produzenten „DJ Niko“ und dem in Frankreich lebenden Kubaner Liván Núñez Alemán „Flaco Pro“. Bei den großen Plattenfirmen und der Musikszene Kubas fand die Idee Anklang, worauf sich die beiden Yotuel „Guerrero“ Manzanares, Hiram „Ruzzo“ Riveri und Roldan Rivero ins Studio holten. Sie nannten sich „Orishas“, nach den gleichnamigen Göttern des Santería-Glaubens, der als Mischung zwischen Katholizismus und afrikanischen Religionen in Kuba weit verbreitet ist. 1999 erschien ihr erstes Album. A lo Cubano machte die Orishas mit 25.000 verkauften CDs zu Stars des spanischsprachigen Hip-Hops. Dank dieses Erfolges konnten sie ihr Debüt auch in anderen Ländern veröffentlichen.
2004 erhielten sie den Latin Grammy als beste Hip-Hop-Band. Sie wurden zusammen mit anderen Musikern von Fidel Castro empfangen. Dies war das erste Mal, dass die Regierung öffentlich Hip-Hop unterstützt hat.
Im Dezember 2009 gab die Band nach zehn Jahren des Bestehens ihre Auflösung bekannt. Das letzte Konzert fand am 12. Dezember 2009 in Zürich statt.

## Bandmitglieder

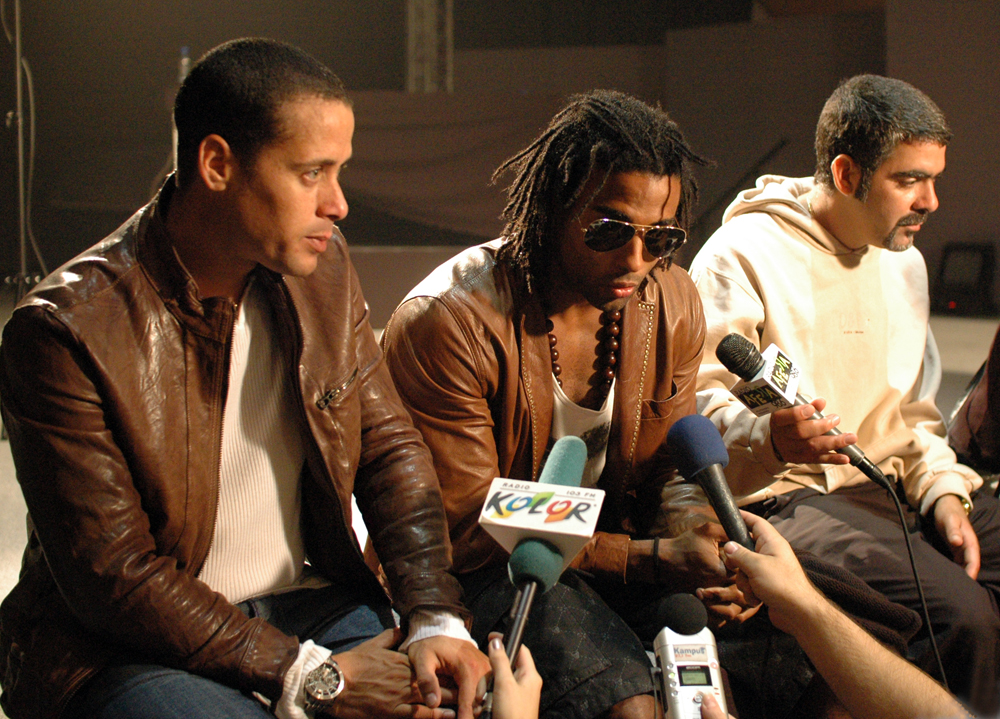
Die Orishas bei einem Interviewtermin in Warschau (2009)

### Livan „Flaco Pro“
Livan hat die Band mit Hilfe des Produzenten DJ Niko ins Leben gerufen, die Band jedoch inzwischen verlassen.
Die Band umfasst heute nur noch drei Mitglieder: Roldán Gonzalez Rivero, Yotuel Romero Manzanares und Hiram Riveri.

### Roldán González Rivero
Roldan ist derjenige in der Band, der die Hip-Hop und Rap-Songs mit seinem weichen Gesang abrundet.
Roldan arbeitete auf Kuba als Professor für klassische Gitarre, war Son-Sänger und Tres-Spieler. Er wanderte nach Frankreich aus, um nach mehr musikalischer Inspiration zu suchen. Dort traf er den Produzenten DJ Niko, der ihn sofort für sein neues Projekt haben wollte. Er lebt in Paris.

### Yotuel Romero
Yotuel ist einer der beiden Rapper der Band.
Für Yotuel, einem Einwanderer aus Kuba, der schon in Italien, Spanien und Frankreich gelebt hat, war das Rappen nichts Neues, als er zu Orishas stieß. Er war Mitglied der bis dato berühmtesten Hip-Hop-Gruppe Kubas, Amenaza. Er wohnt in Madrid.

### Hiram Riverí Medina
Hiram (alias Ruzzo) ist einer der beiden Rapper der Band.
Auch Hiram stammt aus Kuba, wanderte jedoch nach Frankreich aus. Er rappte zusammen mit Yotuel in der kubanischen Band Amenaza. Heute lebt er in Mailand.

## Texte
Die meisten Songtexte der Orishas beziehen sich auf das Geschehen in Kuba, etwa auf die Probleme und die Freuden der Einwohner Kubas. Die Band will von der friedlichen Ferieninsel ablenken und dem Hörer die Welt hinter den weißen Sandstränden zeigen und thematisiert unter anderem (Kinder-)Prostitution (Reina de la calle), Emanzipation (Mujer) und Rassismus (Tumbando y dando). Die Behandlung politischer Themen führte auch zur Zensur ihrer Veröffentlichungen. Die Gruppe behandelt allerdings auch Themen wie Liebe, Sehnsucht und Freundschaft. Ein Zitat: „Ich singe nicht, um zu singen; ich singe, um nicht zu weinen.“ (No canto por cantar, canto por no llorar.)

## Diskografie

### Alben
| Jahr | Titel                 | Höchstplatzierung, Gesamtwochen, AuszeichnungChartplatzierungen (Jahr, Titel, Platzierungen, Wochen, Auszeichnungen, Anmerkungen) | Höchstplatzierung, Gesamtwochen, AuszeichnungChartplatzierungen (Jahr, Titel, Platzierungen, Wochen, Auszeichnungen, Anmerkungen) | Anmerkungen |
| Jahr | Titel                 | DE | CH | Anmerkungen |
| ---- | --------------------- | --- | --- | ----------- |
| 1999 | A lo cubano           | DE67 (4 Wo.)DE | CH22 (22 Wo.)CH |             |
| 2002 | Emigrante             | DE80 (2 Wo.)DE | CH7 (13 Wo.)CH |             |
| 2005 | El kilo               | DE61 (2 Wo.)DE | CH6 Gold · (29 Wo.)CH |             |
| 2007 | Antidiotico – Best of | — | CH12 (12 Wo.)CH |             |
| 2008 | Cosita buena          | — | CH6 (13 Wo.)CH |             |

Weitere Alben
- 2015: Emigrante
- 2018: Gourmet

### Singles
| Jahr | Titel Album                      | Höchstplatzierung, Gesamtwochen, AuszeichnungChartplatzierungen (Jahr, Titel, Album, Platzierungen, Wochen, Auszeichnungen, Anmerkungen) | Höchstplatzierung, Gesamtwochen, AuszeichnungChartplatzierungen (Jahr, Titel, Album, Platzierungen, Wochen, Auszeichnungen, Anmerkungen) | Anmerkungen |
| Jahr | Titel Album                      | DE | CH | Anmerkungen |
| ---- | -------------------------------- | --- | --- | ----------- |
| 2000 | A lo cubano                      | DE100 (1 Wo.)DE | CH96 (1 Wo.)CH |             |
| 2002 | ¿Que pasa? Emigrante             | — | CH75 (5 Wo.)CH |             |
| 2007 | Hay un son Antidiotico – Best of | — | CH86 (1 Wo.)CH |             |
| 2008 | Bruja Cosita buena               | — | CH63 (3 Wo.)CH |             |

## Auszeichnungen für Musikverkäufe
Goldene Schallplatte
- Spanien
  - 2005: für das Album El Kilo

Platin-Schallplatte
- Spanien
  - 2000: für das Album A lo Cubano
  - 2006: für das Album Emigrante

Anmerkung: Auszeichnungen in Ländern aus den Charttabellen bzw. Chartboxen sind in ebendiesen zu finden.
| Land/RegionAuszeichnungen für Musikverkäufe (Land/Region, Auszeichnungen, Verkäufe, Quellen) | Gold     | Platin     | Verkäufe | Quellen             |
| -------------------------------------------------------------------------------------------- | -------- | ---------- | -------- | ------------------- |
| Schweiz (IFPI)                                                                               | Gold1    | —          | 20.000   | hitparade.ch        |
| Spanien (Promusicae)                                                                         | Gold1    | 2× Platin2 | 250.000  | elportaldemusica.es |
| Insgesamt                                                                                    | 2× Gold2 | 2× Platin2 |          |                     |